# تیرمهر
تیرمهر (پارسی میانه: Tīrmihr) یکی از نجیب‌زادگان ساسانی در سده سوم میلادی در زمان حکومت شاپور یکم بود.

## زندگی

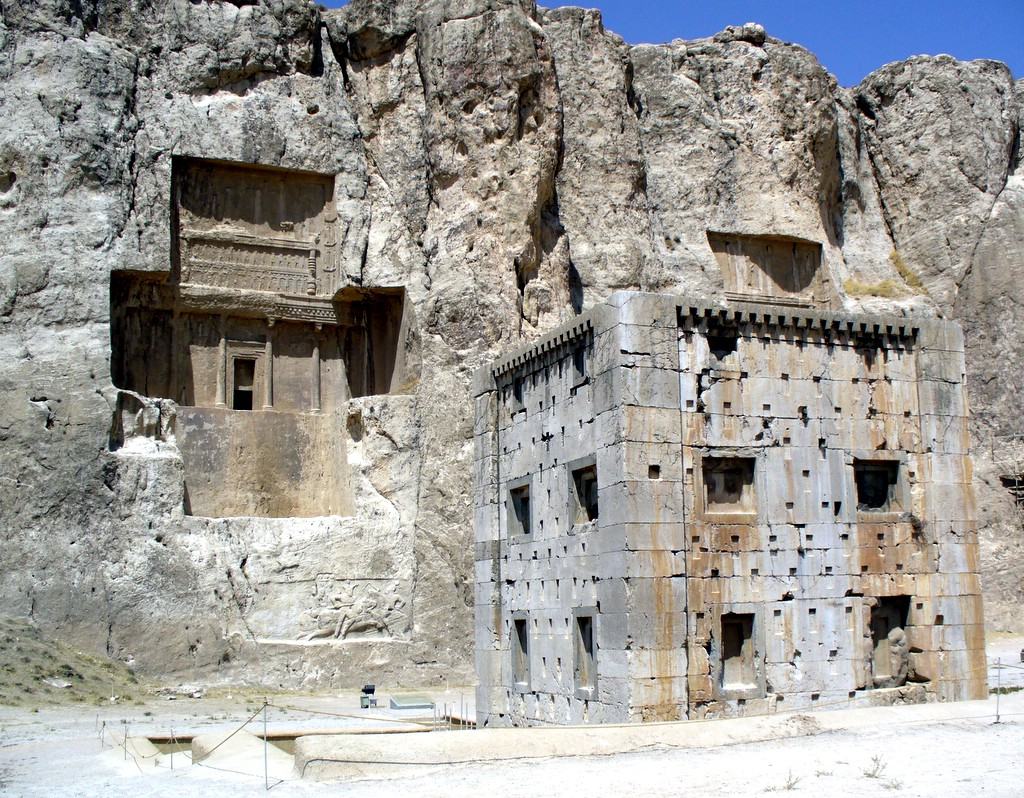
کعبه زرتشت، جایی که سنگ‌نوشته شاپور یکم حک شده‌است

از او در سنگ‌نوشته شاپور یکم بر کعبه زرتشت به عنوان دژبد شهرکِرد یاد شده‌است. او در این سنگ‌نوشته در میان ۶۷ نجیب‌زاده در رتبهٔ بیست‌وپنجم قرار دارد. اطلاعات دیگری از زندگی او در دست نیست.